# Indicele de Dezvoltare Durabilă al Societății

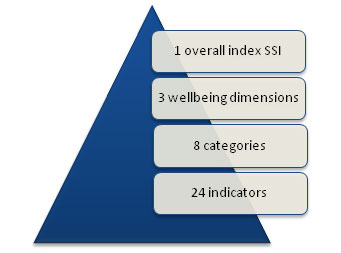
Structura (neactualizată) a indicatorului SSI

Indicele de Dezvoltare Durabilă al Societății, SSI, prezintă nivelul global de dezvoltare durabilă a 151 de țări. La baza acestuia se regăsesc 21 de indicatori.  Indicele SSI este utilizat pentru monitorizarea progresului țărilor în parcursul lor către o dezvoltare durabilă, pentru stabilirea priorităților în acest domeniu, în scopuri educative, pentru cercetări și dezvoltări ulterioare.

## Concept

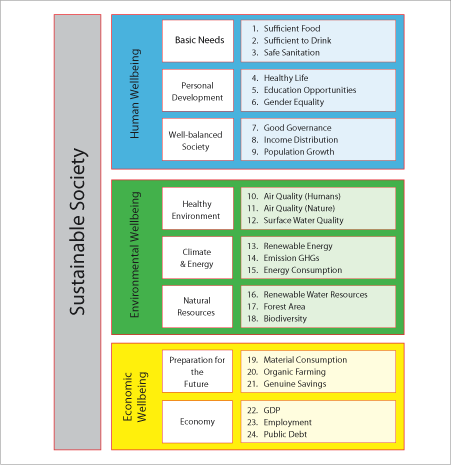
Structura SSI 2010 (modificată ulterior)

Indicele SSI a fost conceput de fundația Sustainable Society Foundation pentru a deveni un instrument ce furnizează într-un mod transparent și usor accesibil informații referitoare la nivelul de dezvoltare durabilă al societății. Indicele SSI se bazează pe definiția Brundtland, conținând 21 de indicatori, grupați în 8 categorii, pe 3 dimensiuni.

## Structura
Indicele de Dezvoltare Durabilă al Societății, SSI, este unul dintre puținii indici ce includ toate cele trei dimensiuni de confort/ bună stare/ prosperitate : Social, Ecologic și Economic.

## Rezultate
| An   | Rezultat global (21 indicatori ; media pe persoană) | Rezultat global (21 indicatori ; media pe țară) |
| ---- | --------------------------------------------------- | ----------------------------------------------- |
| 2006 | 4,61                                                | 4,63                                            |
| 2008 | 4,70                                                | 4,74                                            |
| 2010 | 4,72                                                | 4,73                                            |
| 2012 | 4,74                                                | 4,80                                            |

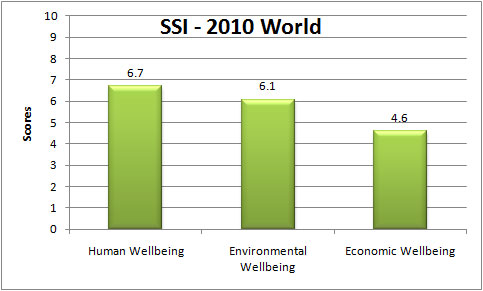
Rezultatul global 2010
(Societate, Ecologie, Economie)

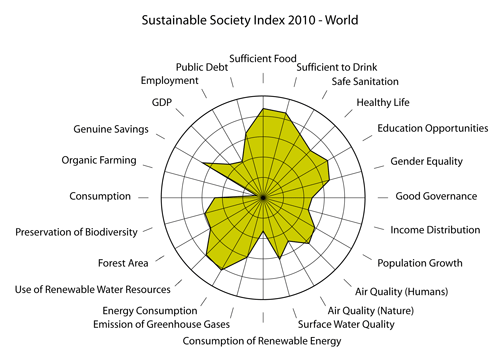
Rezultatul global 2010
(24 indicatori - valori 0-10)

Rezultatele indicatorului din 2012 se bazează pe date procesate din rapoarte din ani anteriori :
- FAO -> % populație malnutrită (date 2006 – 2008)
 - WHO – Unicef Joint Monitoring Programme -> % populație cu acces durabil la o sursă de apă ; % populație cu acces durabil la igienă (date 2010) 
- WHO și UN Population Division -> ...(date 2009), etc.
Este necesară o analiză detaliată a valorilor indicatorilor, deoarece valoarea medie, prin amortizarea minimelor și maximelor, poate "ascunde" cazurile extreme.
Valorile obținute la cele 3 categorii de confort indică faptul că atât în plan social, cât și în cel ecologic, suntem destul de departe de un nivel de dezvoltare durabilă. Indicatorii cu valorile cele mai scăzute sunt "Agricultura ecologică" și "Energie din surse regenerabile".

## Vezi și
- Sustainable Society Index (en)
- Dezvoltare durabilă
- Raportul Brundtland
- Definiția Brundtland (en)

## Legături externe
- ssfindex.com
- Strategia Națională de Dezvoltare Durabilă SNDD/Obiective - Baza de date – Indicatori de Dezvoltare Durabilă în România (IDDR) - Institutul Național de Statistică